# Existentialisme
Het existentialisme is een 20e-eeuwse filosofische en literaire stroming die individuele vrijheid, verantwoordelijkheid en subjectiviteit vooropstelt. Het existentialisme beschouwt iedere persoon als een uniek wezen, verantwoordelijk voor eigen daden en eigen lot. De uitdaging van ieder individueel mens is om - in afwezigheid van een transcendente god - binnen zijn absurd en zinloos bestaan zijn vrijheid te gebruiken om een eigen ethos op te bouwen en zijn bestaan zodoende zin te geven. Het existentialisme beleefde in de jaren 60 van de twintigste eeuw een ongekende populariteit onder kunstenaars en intellectuelen die zich de denkstijl en de manier van leven van existentialisten als Sartre en de Beauvoir eigen maakten.
Het existentialisme wordt geplaatst binnen de hedendaagse filosofie, en meer concreet de continentale traditie. Het existentialisme, met auteurs als Jean-Paul Sartre, is ook sterk geïnspireerd op de fenomenologie van Edmund Husserl en Martin Heidegger.

## Introductie
Aanvankelijk werd het existentialisme gedefinieerd door het tegenover de twee belangrijkste traditionele stromingen te positioneren, namelijk het materialisme en het idealisme. Zich eerst inspirerend op de fenomenologie en vervolgens op het marxisme, ontwikkelde Sartre een realistisch denken.
Jean-Paul Sartre formuleerde de basisidee van het existentialisme als l'existence précède l'essence: existentie (bestaan) gaat vooraf aan essentie (de zin van het zijn). Dit betekent dat iemand eerst op deze wereld verschijnt, dan existeert, en uiteindelijk zichzelf (zijn essentie) definieert door middel van zijn daden. Anders dan de vroegere filosofie, ontkent het existentialisme dat de essentie van iemands leven al op voorhand is bepaald (gedetermineerd) door zijn plaats in de natuur of de geschiedenis. Het is de persoon in kwestie zelf, die verantwoordelijk is voor wat zijn leven uiteindelijk zal betekenen via zijn daden en woorden. Sartre heeft zijn existentialisme vooral uiteengezet in L'être et le néant (1943) en L'existentialisme est un humanisme (1946).
Etymologisch is existentialisme verwant met "existentie", dat het Duits met "Dasein" (zie Martin Heideggers Sein und Zeit (1927)) en het Frans (zie Sartre) met "être-là" aanduidt. Sartre "importeerde" de leer van het existentialisme en de fenomenologie uit Duitsland en was grotendeels verantwoordelijk voor de verspreiding ervan in de rest van Europa. Het existentialisme was vooral in de jaren 40 van de 20e eeuw erg in de mode en had een grote invloed op de filosofie, de psychologie, de literatuur en zelfs op de mode van die tijd. Het existentialisme was in zijn bloeitijd niet slechts een filosofie, maar een hele levenswijze. Heel merkbaar was dit in de Parijse uitgaanswijk van Saint-Germain-des-Prés, waar Sartre en Simone de Beauvoir samen met geestesgenoten vertoefden en discussieerden.

## Historische achtergrond
Søren Kierkegaard kan beschouwd worden als de grondlegger van de existentiefilosofie. De term “existentialisme”, zoals die later door Karl Jaspers en Sartre gebruikt zou worden, komt van hem. Hij zette zich daarbij af tegen de middeleeuwse scholastiek, die "existentie" als niet meer dan een toevallige verschijningsvorm tegenover de eeuwige, achterliggende "essentie" plaatste. Kierkegaard verbindt existentie met het concrete, unieke menselijke bestaan van het individu.
Friedrich Nietzsche zag, als atheïst, voor de mens een toekomst weggelegd waarin deze, en niet bijvoorbeeld God, zijn eigen waarden bepaalt. Van Nietzsche is de constatering dat God dood is, maar dat velen de consequenties hiervan nog niet inzien. De mens moet, bevrijd van alle angsten en één met de natuur, meester van zijn eigen lot worden, en is alleen zichzelf verantwoording schuldig. Dit kan leiden tot een Dionysische, zelfzuchtige, houding als gevolg van de onbegrensde vrijheid die deze 'nieuwe mens' plotseling ervaart.
Edmund Husserls methode van de fenomenologie zou voor de meeste latere existentialisten heel belangrijk worden. Sartre en Jaspers bestudeerden in de jaren dertig van de 20e eeuw zijn methode van fenomenologische analyse en namen die op in hun wijsgerig denken.
Martin Heidegger, Husserls belangrijkste leerling, plaatste Existenz op de voorgrond en zou op zijn beurt het werk van Sartre en andere existentialisten beïnvloeden. Zijn opvattingen over mens-zijn als Dasein, als in-der-Welt-sein, het Niets, angst en dood klinken nog steeds door in de moderne wijsbegeerte.
Ook in het literaire werk van bijvoorbeeld Dostojevski en Kafka treden personages op die worstelen met de absurditeit en de zinloosheid van hun bestaan. Zij moeten de confrontatie aangaan met de gevolgen van hun foute keuzes, en lijden onder de vervreemding die dat met zich meebrengt. Dat zijn allemaal typisch existentialistische motieven.

## Belangrijkste concepten
Over wat existentialisme nu precies is, lopen de meningen van filosofen die zichzelf existentialist noemen ver uiteen. Over de belangrijkste concepten waarmee existentialisme wordt geassocieerd, zijn zij het doorgaans wel eens.
- Existentie gaat vooraf aan essentie.
Deze stelling komt van Sartre. Omdat een mens zichzelf bewust is en op zichzelf reflecteert, verwordt zijn 'ik' vaak tot een voorstelling van zichzelf ('être-en-soi', zijn als ding, als essentie). Op een gegeven moment gaat iemand zich dan gedragen naar het beeld dat hij van zichzelf heeft geschapen. Sartre noemt dat 'kwade trouw', onecht, afdwalen van het werkelijke 'ik'. Het ontneemt een deel van iemands vrijheid. Pas als de mens zich los weet te maken van de voorstelling die hij van zichzelf heeft (of die anderen van hem hebben), en in alle vrijheid zijn keuzes maakt, vanuit het 'niets' zonder doel of opdracht, kan hij existeren als authentiek persoon ('être-pour-soi').
- Afwijzing van de rede als verdediging tegen angst.
Door actie, vrijheid en keuze te benadrukken, positioneren existentialisten zich lijnrecht tegenover het rationalisme, het idealisme en het positivisme, meer in het bijzonder tegen de deterministische aspecten ervan. In situaties van angst, meer in het bijzonder bij een existentiële crisis, biedt de rede geen uitkomst. Het komt aan op een proces van betekenis geven en van daaruit keuzes durven maken.
- Het absurde.
Existentialisten zijn ertoe geneigd de mens te zien als een wezen in een onverschillige, en zelfs hem vijandig gezinde omgeving, als vereenzaamd in een absurd universum. In dit universum vindt de mens geen betekenis van een hogere natuurlijke orde, maar moet hij deze betekenis eerder door zijn eigen daden zelf maken, hoe onstabiel en voorlopig deze creatie ook mag zijn. De werkelijkheid om de mens heen is ook niet rationeel, dus het is futiel om te trachten daar met rationele middelen greep op te krijgen. Albert Camus, die vaak met het existentialisme wordt geassocieerd, noemde zijn visie dan ook het 'absurdisme'.
- Visie op God.
In relatie tot het al dan niet bestaan van God neemt het existentialisme twee mogelijke posities in: de theologische en de agnostische visie.
  - Een vroege 'existentialist' als Kierkegaard zag de relatie tot God als de existentiële vraag bij uitstek. Nietzsche daarentegen proclameerde dat 'God dood was' en dat het concept van een God simpelweg verouderd was. Hoe dan ook zouden 'theologische existentialisten' zoals Paul Tillich, Gabriel Marcel, en Martin Buber heel wat van hun leerstellingen met die van het existentialisme delen.
  - Het agnostisch existentialisme heeft niet de pretentie te weten of alles zich al dan niet in een ruimer, metafysisch kader zou kunnen afspelen. Het stelt alleen vast dat de enige waarheid waar we zeker van kunnen zijn, die waarheid is waar wij naar handelen. Te weten of er een God bestaat, ligt niet binnen de mogelijkheden van de menselijke geest. Het bestaan van de mens is in hun visie dus in de eerste plaats subjectief.

## Invloedrijke existentialistische filosofen
- Max Stirner (Johann Caspar Schmidt) (voorloper)
- Augustinus van Hippo (voorloper)
- Blaise Pascal (voorloper)
- Fjodor Dostojevski (voorloper)
- Arthur Schopenhauer (voorloper)
- Søren Kierkegaard
- Friedrich Nietzsche
- Martin Heidegger
- Simone de Beauvoir
- Jean-Paul Sartre
- Albert Camus
- Karl Jaspers
- Nikolaj Berdjajev
- Lev Sjestov
- Emmanuel Levinas

## Existentialisme in de theologie
Ook in de theologie speelt het existentialisme een belangrijke rol. Zo heeft Rudolf Bultmann veel ontleend aan de filosofie van Heidegger. Typerend voor Bultmann is verder het onderscheid tussen existentieel en existentiaal. Existentiaal gaat over de analyse van de existentie, terwijl existentieel gaat over de beslissingen die iemand neemt over zijn eigen bestaan.
Invloedrijke christelijke of religieus geïnspireerde existentialisten (naast eerder genoemde Kierkegaard en Bultmann):
- Karl Jaspers
- Gabriel Marcel
- Jean-Luc Marion
- Paul Tillich

## Existentialisme in de kunst
In de kunst komt existentialisme onder meer tot uiting in werk de Fluxusbeweging van George Maciunas. In Nederland in de a-dynamische kunst van Wim T. Schippers, maar ook in het werk van Willem Frederik Hermans. Laatstgenoemde laat in zijn werk de hoofdpersonen een zinloos leven leiden, dat vol mislukkingen en toevalligheden zit.
In de film komt existentialisme veel voor, onder meer door regisseurs als Ingmar Bergman, Andrej Tarkovski, Terrence Malick en Stanley Kubrick. In Bergmans Het zevende zegel leidt de hoofdpersoon een inhoudsloos bestaan tot hij op een dag met de dood wordt geconfronteerd.
Ook de film Taxi Driver van Martin Scorsese zit feitelijk boordevol existentialisme.